# Mendozamiris
Mendozamiris is een geslacht van wantsen uit de familie van de Miridae (Blindwantsen). Het geslacht werd voor het eerst wetenschappelijk beschreven door Carpintero & Chérot in 2014.

## Soorten
Het genus is monotypisch en bevat alleen de volgende soort:

- Mendozamiris chiquillanes Carpintero & Chérot, 2014